# Marshall Rosenberg
Marshall Bertram Rosenberg (Canton, 6 d'octubre de 1934 - Alburquerque, 7 de febrer de 2015) va ser un psicòleg, mediador i professor estatunidenc. A principis de la dècada del 1960 va desenvolupar la comunicació noviolenta, un procés per a donar suport a la resolució dels conflictes socials entre persones. Va treballar a tot el món com a pacificador i el 1984 va fundar el Center for Nonviolent Communication, una organització internacional sense ànim de lucre.

## Biografia
Fill de pares jueus, la família es va traslladar a Detroit una setmana abans dels disturbis racials de 1943 en què 34 persones van ser assassinades i 433 van resultar ferides. En una escola del centre de la ciutat, Rosenberg va viure l'antisemitisme: «de petit no suportava veure com es turmentava a altres persones», i va desenvolupar «una mena de consciència del sofriment, per què la gent fa això i, sobretot, per què m'ha de passar a mi?».
| « | La meva família era molt afectuosa. Vaig rebre un munt d'amor, i si no hagués estat per això els efectes d'aquest autoodi haurien estat molt més difícils de tractar. | » |

L'àvia materna de Rosenberg, Anna Satovsky Wiener, va morir d'esclerosi lateral amiotròfica al menjador de casa, atesa pel seu oncle Julius i la seva mare. Els seus pares també tenien cura del seu avi i la seva tieta. Rosenberg sovint s'amagava sota el porxo i va aprendre fer-se invisible. Al casal d'estiu va aprendre l'amor per la natura: «la meva seguretat requereix una alta densitat d'arbres i una baixa densitat de persones».
Es va casar amb la seva primera esposa, Vivian, el 1961 i van tenir tres fills. El 1974, es va casar amb la seva segona esposa, Gloria, de qui es va divorciar el 1999. Es va casar amb la seva tercera esposa el 2005, Valentina, amb qui va romandre fins a la seva mort el 2015.
Rosenberg va estudiar a la Universitat Estatal Wayne State University i a la Universitat de Michigan. Va ser influenciat pels llibres de 1961 The Myth of Mental Illness de Thomas Szasz i Asylums d'Erving Goffman. També perla lectura d'Albert Bandura sobre «la psicoteràpia com a procés d'aprenentatge».
El 1961 es va doctorar en Psicologia Clínica a la Universitat de Wisconsin. La seva tesi, «Situational Structure and Self-evaluation», va prefigurar certs aspectes clau del seu treball posterior amb la comunicació noviolenta centrant-se en «la relació entre l'estructura de les situacions socials i dues dimensions de l'autoavaluació: l'autoavaluació positiva i la certesa de l'autoavaluació».
Va començar a la seva pràctica clínica a Saint Louis, formant Psychological Associates. En fer una anàlisi dels problemes dels infants a l'escola va identificar-hi trastorns d'aprenentatge. Va escriure el seu primer llibre, Diagnostic Teaching, l'any 1968, donant compte de la seva recerca. També va conèixer Al Chappelle, un líder dels Zulu 1200s, un grup d'alliberament negre de Saint Louis: «vaig començar a oferir els meus serveis, en comptes de a clients rics, a persones que lluiten en favor dels drets humans de diversos grups». Més endavant, va treballar durant quatre anys en l'àmbit de la integració escolar de Norfolk.

## Obra publicada
- (2015) Nonviolent Communication: A Language of Life. Third Edition. Encinitas, CA: PuddleDancer Press. ISBN 978-1892005281
- (2012) Living Nonviolent Communication: Practical Tools to Connect and Communicate Skillfully in Every Situation. Sounds True. ISBN 978-1604077872
- (2005) Being Me, Loving You: A Practical Guide to Extraordinary Relationships. ISBN 978-1892005168
- (2005) Practical Spirituality: The Spiritual Basis of Nonviolent Communication. ISBN 978-1892005144
- (2005) Speak Peace in a World of Conflict: What You Say Next Will Change Your World. Encinitas, CA: PuddleDancer Press. ISBN 1-892005-17-4
- (2005) The Surprising Purpose of Anger: Beyond Anger Management: Finding the Gift. ISBN 978-1892005151
- (2004) Getting Past the Pain Between Us: Healing and Reconciliation Without Compromise. ISBN 978-1892005076
- (2004) The Heart of Social Change: How to Make a Difference in Your World. ISBN 978-1892005106
- (2004) Raising Children Compassionately: Parenting the Nonviolent Communication Way. ISBN 978-1892005090
- (2004) Teaching Children Compassionately: How Students and Teachers Can Succeed with Mutual Understanding ISBN 978-1892005113
- (2004) We Can Work It Out: Resolving Conflicts Peacefully and Powerfully. ISBN 978-1892005120
- (2003) Life-Enriching Education: NVC Helps Schools Improve Performance, Reduce Conflict and Enhance Relationships. Encinitas, CA: PuddleDancer Press. ISBN 1-892005-05-0
- (2003) Nonviolent Communication: A Language of Life. Second Edition. Encinitas, CA: PuddleDancer Press. ISBN 1-892005-03-4
- (2003) Speaking Peace: Connecting with Others Through Nonviolent Communication. (audiollibre) ISBN 1591790778
- (1999) Nonviolent Communication: A Language of Compassion. First Edition. Encinitas, CA: PuddleDancer Press. ISBN 1892005026
- (1986) Duck Tales and Jackal Taming Hints. Booklet.
- (1983) A Model for Nonviolent Communication. Philadelphia, PA: New Society Publishers. ISBN 0865710295
- (1976) From Now On. Community Psychological Consultants Inc., St. Louis, MO.
- (1972) A Manual for "Responsible" Thinking and Communicating. St. Lois, MI: Community Psychological Consultants
- (1972) Mutual Education: Toward Autonomy and Interdependence. Bernie Straub Publishing Co. ISBN 0-87562-040-X
- (1968) Diagnostic Teaching Special Child Publications ISBN 0-87562-013-2